# Catatemnus monitor
Catatemnus monitor är en spindeldjursart som först beskrevs av With 1906.  Catatemnus monitor ingår i släktet Catatemnus och familjen Atemnidae. Inga underarter finns listade i Catalogue of Life.